# Анисимов, Анатолий Яковлевич
Анато́лий Я́ковлевич Ани́симов (род. 13 апреля 1942) — советский бегун-марафонец. Выступал на всесоюзном уровне в конце 1960-х — начале 1980-х годов, серебряный призёр чемпионата СССР и Спартакиады народов СССР, обладатель Кубка СССР, победитель первенств всесоюзного и всероссийского значения, участник международных стартов в составе советской сборной. Представлял Тулу и спортивное общество «Труд». Мастер спорта СССР.

## Биография
Анатолий Анисимов родился 13 апреля 1942 года. Уроженец города Ливны Орловской области, после службы в армии постоянно проживал в Кимовске, Тульская область, где работал на заводе «Электроэлементы». В 1967 году переехал в Тулу, трудоустроился на заводе «Тулачермет». Состоял в добровольном спортивном обществе «Труд».
Впервые заявил о себе на марафонской дистанции в сезоне 1969 года, когда на соревнованиях в Краснодаре с результатом 2:20:01 финишировал четвёртым.
В 1971 году на чемпионате страны в рамках V летней Спартакиады народов СССР в Москве показал время 2:19:19 и завоевал серебряную награду, уступив лишь пермяку Юрию Великородных.
В апреле 1972 года стал девятым на марафоне в Ужгороде (2:18:52).
В 1973 году с результатом 2:18:52 закрыл десятку сильнейших на чемпионате СССР по марафону в Москве, тогда как на марафоне в Калининграде превзошёл всех соперников и установил свой личный рекорд — 2:15:29.
В ноябре 1976 года одержал победу на марафоне в Ужгороде (2:16:53.8).
В 1983 году принимал участие в чемпионате страны по марафону в программе VIII летней Спартакиады народов СССР в Москве — показал время 2:18:29, расположившись в итоговом протоколе соревнований на десятой строке.